# Nicolás Lapentti
Nicolás Alexander Lapentti Gómez (ur. 13 sierpnia 1976 w Guayaquil) – ekwadorski tenisista, reprezentant w Pucharze Davisa, olimpijczyk.
Nicolás Lapentti jest bratem Giovanniego oraz Leonardo, również tenisistów. Jego wujkiem jest Andrés Gómez.

## Kariera tenisowa
Występując jeszcze jako junior Lapentti wygrał w 1994 roku juniorską rywalizację w grze podwójnej na Rolandzie Garrosie (w parze z Gustavem Kuertenem) oraz podczas US Open (w parze z Benem Ellwoodem).
W 1995 roku Ekwadorczyk rozpoczął karierę zawodową, która trwała do stycznia 2011 roku. W singlu wygrał 5 turniejów rangi ATP World Tour i osiągnął 7 finałów. Najlepszym wynikiem Ekwadorczyka w rozgrywkach wielkoszlemowych jest awans do półfinału Australian Open 1999. Spotkanie o finał zawodów przegrał z Thomasem Enqvistem.
Jako deblista, ekwadorski tenisista zwyciężył w 3 turniejach z cyklu ATP World Tour oraz 4 razy przegrywał w finałach.
Od 1992 roku do marca 2010 roku Lapentti reprezentował Ekwador w Pucharze Davisa. W singlu rozegrał 57 pojedynków, z których 41 wygrał, natomiast w deblu rywalizował 38 razy, a zwyciężając 20–krotnie.
Lapentti 3 razy uczestniczył w igrzyskach olimpijskich, w Atlancie (1996), Atenach (2004) i Pekinie (2008), przegrywając w 1 rundach gry pojedynczej.
W rankingu gry pojedynczej Lapentti najwyżej był na 6. miejscu (17 kwietnia 2000), a w klasyfikacji gry podwójnej na 32. pozycji (10 maja 1999).

### Finały w turniejach ATP World Tour
| Legenda                                      |
| -------------------------------------------- |
| Wielki Szlem                                 |
| Igrzyska olimpijskie                         |
| Tennis Masters Cup / ATP Finals              |
| ATP Masters Series / ATP Tour Masters 1000   |
| ATP International Series Gold / ATP Tour 500 |
| ATP International Series / ATP Tour 250      |

#### Gra pojedyncza (5–7)
| Końcowy wynik | Nr | Data                 | Turniej      | Nawierzchnia    | Przeciwnik        | Wynik finału        |
| ------------- | -- | -------------------- | ------------ | --------------- | ----------------- | ------------------- |
| Zwycięzca     | 1. | 17 września 1995     | Bogota       | Ceglana         | Miguel Tobón      | 2:6, 6:1, 6:4       |
| Finalista     | 1. | 15 września 1996     | Bogota       | Ceglana         | Thomas Muster     | 7:6(6), 2:6, 3:6    |
| Finalista     | 2. | 2 listopada 1997     | Bogota       | Ceglana         | Francisco Clavet  | 3:6, 3:6            |
| Finalista     | 3. | 11 lipca 1999        | Gstaad       | Ceglana         | Albert Costa      | 6:7(4), 3:6, 4:6    |
| Zwycięzca     | 2. | 22 sierpnia 1999     | Indianapolis | Twarda          | Vince Spadea      | 4:6, 6:4, 6:4       |
| Zwycięzca     | 3. | 25 października 1999 | Lyon         | Dywanowa (hala) | Lleyton Hewitt    | 6:3, 6:2            |
| Finalista     | 4. | 15 października 2000 | Tokio        | Twarda          | Sjeng Schalken    | 4:6, 6:3, 1:6       |
| Zwycięzca     | 4. | 29 lipca 2001        | Kitzbühel    | Ceglana         | Albert Costa      | 1:6, 6:4, 7:5, 7:5  |
| Finalista     | 5. | 17 lutego 2002       | Viña del Mar | Ceglana         | Fernando González | 3:6, 7:6(5), 6:7(4) |
| Zwycięzca     | 5. | 26 maja 2002         | St. Pölten   | Ceglana         | Fernando Vicente  | 7:5, 6:2            |
| Finalista     | 6. | 13 lipca 2003        | Båstad       | Ceglana         | Mariano Zabaleta  | 3:6, 4:6            |
| Finalista     | 7. | 1 października 2006  | Palermo      | Ceglana         | Filippo Volandri  | 7:5, 1:6, 3:6       |

#### Gra podwójna (3–4)
| Końcowy wynik | Nr | Data                 | Turniej      | Nawierzchnia | Partner          | Przeciwnicy                         | Wynik finału   |
| ------------- | -- | -------------------- | ------------ | ------------ | ---------------- | ----------------------------------- | -------------- |
| Finalista     | 1. | 15 września 1996     | Bogota       | Ceglana      | Pablo Campana    | Nicolás Pereira David Rikl          | 3:6, 6:7       |
| Finalista     | 2. | 9 listopada 1997     | Santiago     | Ceglana      | Julián Alonso    | Hendrik Jan Davids Andrew Kratzmann | 6:7, 7:5, 4:6  |
| Zwycięzca     | 1. | 3 sierpnia 1997      | Amsterdam    | Ceglana      | Paul Kilderry    | Andrew Kratzmann Libor Pimek        | 3:6, 7:5, 7:6  |
| Zwycięzca     | 2. | 27 października 1997 | Meksyk       | Ceglana      | Daniel Orsanic   | Luis Herrera Mariano Sánchez        | 4:6, 6:3, 7:6  |
| Zwycięzca     | 3. | 10 stycznia 1999     | Adelaide     | Twarda       | Gustavo Kuerten  | Jim Courier Patrick Galbraith       | 6:4, 6:4       |
| Finalista     | 3. | 2 maja 1999          | Praga        | Ceglana      | Mark Keil        | Martin Damm Radek Štěpánek          | 0:6, 2:6       |
| Finalista     | 4. | 15 lutego 2004       | Viña del Mar | Ceglana      | Martín Rodríguez | Juan Ignacio Chela Gastón Gaudio    | 6:7(2), 6:7(3) |